# Punta Baretti
La Punta Baretti  o Pointe Baretti és una muntanya de 4.013 metres que es troba a la regió de la Vall d'Aosta a Itàlia.